# مالی استرلینگ
مالی استرلینگ (به انگلیسی: Molly Sterling) (زاده ۸ مارس ۱۹۹۸) خواننده ایرلندی است.
او در مسابقه آواز یوروویژن ۲۰۱۵ نماینده ایرلند بود.